# Black or White
"Black or White" é uma canção do cantor e compositor americano Michael Jackson, lançada em 11 de novembro de 1991, para o seu oitavo álbum em carreira solo, Dangerous, de 1991. É uma mistura de hard rock com dance e rap. É o single mais vendido e bem sucedido da década de 1990, bem como o que mais permaneceu em primeiro lugar. A música foi escrita por Jackson, com exceção do rap que intercala a canção, e promove a unidade racial. A canção ficou em primeiro lugar em mais de 18 países, tornando-se o segundo maior sucesso do cantor, atrás somente de "Billie Jean". Alcançou o topo da Billboard Hot 100, dos EUA, onde permaneceu por dez semanas consecutivas

## Música

### História
"Black or White" surgiu como uma espécie de resposta. A cada dia, a cor da pele de Michael era cada vez mais questionada pela imprensa do mundo todo, fato que se iniciou a partir da era Bad. Mas dessa vez, Michael estava cada vez mais branco. Boatos de que ele teria mudado a cor de sua pele propositadamente, por meio de um tratamento intensivo com hidroquinona, varreram o mundo. Essa era a primeira "excentricidade" de Michael Jackson, assim noticiavam os jornais. Entretanto, o que ninguém sabia era que, na verdade, o astro sofria de vitiligo, uma doença autoimune na qual ocorre a destruição total (ou parcial) dos melanócitos. Durante anos, Michael tentou esconder o caso usando uma maquiagem escura, da cor que era sua pele antes da doença. Segundo Michael, os primeiros sinais de que sua pele estava ficando mais clara apareceram em 1979 e foram descobertos por seu dermatologista. Seu pai o alertou para o fato, pois a doença já havia se manifestado em um tio seu, o qual não havia tratado e consequentemente teria ficado parcialmente branco. Ele afirmou ainda que teve pouco tempo para tratar o problema devido à promoção do seu álbum Off the Wall. Michael só assumiria publicamente que sofria de vitiligo numa entrevista concebida a Oprah Winfrey em 1993, dois anos após o lançamento de "Black or White". A doença até então era parcialmente desconhecida pelo mundo todo, tendo sido Jackson o maior divulgador da mesma.
"Poucas pessoas que não são do ramo médico e que têm a doença ouviram o termo "vitiligo" até Michael Jackson revelar nos anos 90 que a doença de pele era a culpada de deixá-lo branco." Lee Thomas, apresentador de programas de TV norte-americano.
Mas por incrível que pareça, ainda tem muita gente que realmente crê que Jackson mudou a cor de sua pele propositadamente. E "Black or White" era uma resposta a essas pessoas. Cansado das polêmicas em torno disso, ele escreveu a música pretendendo acabar com o racismo de vez e criar uma unidade inter-racial. "Black or White" figura entre as canções mais polêmicas de Michael, primeiro devido à sua letra, que soa como um desabafo, e depois pelo seu videoclipe controverso. Polêmicas à parte, a música foi um sucesso nos quatro cantos do mundo.

## Videoclipe
O videoclipe de "Black or White" estreou na MTV, BET, VH1e Fox (dando-lhes suas maiores audiências nielsen de todos os tempos) bem como o Top of the Pops da BBCno Reino Unido em 14 de novembro de 1991. Junto com Jackson, contou com Macaulay Culkin, Tess Harper, Tyra Bankse George Wendt. O vídeo foi dirigido por John Landis, que anteriormente dirigiu Thriller. O videoclipe foi filmado do final de setembro até o início de outubro de 1991. A cena de dança com os nativos americanos mostrada no vídeo foi filmada no Parque Natural Vasquez Rocks em Água Dulce, Califórnia. A cena em que Michael Jackson e a dançarina aparecem na autoestrada foi filmada na Rua Sheldon, 11779, em Sun Valley, Los Angeles.
Foi co-coreografado por Jackson e Vincent Paterson. Estreou simultaneamente em 27 países, com uma audiência de 500 milhões de espectadores, a maior de todos os tempos para um videoclipe.

### Sinopse
Os primeiros minutos do vídeo apresentam uma versão estendida da introdução da canção (versão esta presente apenas no video-clipe e que foi composta e tocada pelo guitarrista Slash). Durante este interlúdio (um pouco semelhante ao videoclipe de 1984 "We're Not Going To Take It" do Twisted Sister), um jovem garoto, interpretado pelo então astro-mirim Macaulay Culkin
Os primeiros minutos do vídeo apresenta uma versão estendida da música que introduz "Black or White", onde um jovem garoto, interpretado pelo então astro-mirim Macaulay Culkin, ouvia a música em alto volume, até ser reclamado por seu pai furioso (George Wendt), que exige que ele desligue o som. Depois que seu pai sai e bate a porta atrás dele (fazendo com que um pôster de Michael Jackson na porta caia e sua armação de vidro quebre), o menino revida levando um super amplificador (com níveis de "LOUD", "LOUDER" e "ARE YOU NUTS!?!", respectivamente; com o mostrador apareceu todo o caminho para "ARE YOU NUTS!?!") atrás da cadeira reclinável de seu pai, usando luvas de couro e óculos de sol, empunhando uma linda guitarra vermelha e tocando um acorde altíssimo, e dizendo ao pai para "Comer isso!". O som então quebra e destrói as janelas da casa e envia seu pai (sentado na cadeira) através do telhado e do outro lado do mundo, onde a música real começa. A mãe do menino (Tess Harper), sugere que seu pai ficará muito chateado quando ele voltar. A versão do álbum da canção não apresenta nem a voz de Culkin nem Wendt; eles são substituídos por artistas de narração realizando uma introdução semelhante. O pai do garoto cai na África, e Jackson canta "Black or White", cercado por diferentes culturas cena a cena.
O vídeo mostra cenas em que caçadores africanos zulu começam a dançar usando movimentos da dança sul-africana, com Jackson seguindo seus movimentos e eles espelhando o seu; assim como, em sequência, dançarinos tailandeses tradicionais, nativos americanos das planícies (localizados na formação vasquez rocks na Califórnia), uma dançarina tâmil do Sri Lanka dançando Odissi e um grupo de russos (vestindo roupas ucranianas e dançando o Hopak), a cena final da qual está contida em um globo de neve, que dois bebês (um branco e um preto) estão brincando enquanto sentados num Planeta Terra visto do espaço. Jackson então caminha desafiadoramente através de colagens visuais de fogo (declarando "I ain't scared of no sheets; I ain't scared of nobody" (Eu não tenho medo de lençóis; Não tenho medo de ninguém), referindo-se às cerimônias da tocha da Ku Klux Klan antes de uma cena de rap simulada junto com Culkin e outras crianças (incluindo a sobrinha de Michael, Brandi e Wade Robson; assim como Mark Pugh e David Shelton de Another Bad Creation). O grupo afirma coletivamente: "I'm not gonna spend my life being a color (Eu não vou passar minha vida sendo uma cor)." O verso final é executado por Jackson em uma grande tocha esculpida, que a câmera mostra para revelar como a Estátua da Liberdade (Nova York). Jackson é visto cantando na tocha da Estátua da Liberdade cercado por outras estruturas mundiais famosas, incluindo A Grande Esfinge de Gizé (Egito), o edifício Hagia Sophia (Turquia), o castelo Pamukkale (Turquia), o Partenon (Grécia), o mausoléu Taj Mahal (Índia), a Catedral de São Basílio (Rússia), as Pirâmides de Gizé (Egito), a Golden Gate Bridge (São Francisco), o Big Ben (Londres) e a Torre Eiffel (Paris).
No final do vídeo, diferentes pessoas de diferentes etnias e nacionalidades, incluindo o ator Glen Chin, a dubladora Cree Summer, a modelo Tyra Banks, a atriz Khrystyne Haje e o ator Jeffrey Anderson-Gunter, dançam enquanto se transformam umas nas outras (mostradas como "cabeças falantes"). Esta técnica tinha sido usada anteriormente apenas em filmes como Willow - Na Terra da Magia e O Exterminador do Futuro 2 - O Julgamento Final. Os efeitos visuais de morfagem foram criados pela Pacific Data Images. Na versão estendida do videoclipe, após a canção, uma pantera negra sai do estúdio e surge em Jackson, enquanto ele dança furiosamente na rua e destrói uma garrafa de cerveja de vidro, uma janela de construção e um carro estacionado rotulado com palavras racistas pintadas com spray em uma rua da cidade. Ele rasga a camisa e grita com grande drama enquanto o letreiro de neon do hotel cai. Depois de seu dano e fúria, ele ressurge em uma pantera. Finalmente, Bart Simpson de Os Simpsons toca para a música enquanto assiste na TV. Homer Simpson grita para ele "Desligue esse barulho!" Bart responde: "Relaxe, homeboy." Então, Homer desliga a TV com raiva. A estática então corta para um close-up de Jackson com o slogan "preconceito é ignorância".

### Polêmica
O videoclipe foi exibido simultaneamente nos canais MTV, BET, VH1 e FOX e em todo o resto do mundo. No Brasil o vídeo foi exibido no programa semanal Fantástico, da Rede Globo. Assim que o vídeo acabou, a reação foi a mesma em todos os cantos do mundo. Todos ficaram chocados com os quatro minutos finais do vídeo. Na sequência, Michael dançava até que em determinado momento ele quebra uma garrafa de vidro e em seguida estraçalha um carro parado na rua usando apenas um pé-de-cabra. Depois, ainda quebra algumas janelas e em um acesso de fúria rasga a própria roupa.
O trecho foi considerado bastante violento e a polêmica novamente armada pela mídia fez Michael ir a público para pedir perdão pelo vídeo. Michael resolveu cortar os quatro minutos finais do vídeo, para os canais de TV. Em seu comunicado oficial ele afirmou:
"Entristece-me pensar que "Black or White" poderia influenciar qualquer criança ou adulto a ter um comportamento destrutivo. Eu sempre tentei ser um bom exemplo e, portanto, fiz estas mudanças para evitar qualquer possibilidade de, inadvertidamente, afetar o comportamento de qualquer indivíduo."
Mesmo assim a versão sem cortes ainda foi exibida pela MTV americana entre a 01:00 e as 04:00 horas. Entretanto, Michael determinou que a exibição fosse suspendida.
Para fazer a violência exibida justificável, o vídeo foi alterado digitalmente e mensagens racistas foram adicionadas nas coisas quebradas pelo astro, como: "KKK manda" na vidraça da loja, "Hitler vive" na janela do carro, a suástica, "Não sentem seus traseiros molhados aqui" e "Negros (Nigger que refere-se ao sentido pejorativo da palavra) voltem para casa" no para-brisas, frases dita por racistas americanos na década de 1920 quando um negro sentava em uma cadeira de ônibus e quando desejava que os mesmos voltassem para a África. Muitos ainda criticaram a forma como Michael se comporta no vídeo, acusando-o de expor sua sensualidade, principalmente na cena onde ele fecha o zíper da calça depois de fazer movimentos considerados obscenos na época, alguns interpretaram como um ato de masturbação. Há também algumas homenagens a cultura pop americana, como na dança sobre o bueiro, onde Jackson homenageia a famosa cena de Marilyn Monroe no filme O Pecado Mora ao Lado, e também a cena onde ele sapateia sobre a calçada molhada, lembrando bastante as cenas de Gene Kelly no filme Cantando na Chuva. No final há uma referência à série animada de TV Os Simpsons, da qual Michael era fã assumido.
O segredo para transformar Michael em pantera foi talvez a única "polêmica positiva" do vídeo, o efeito morfo foi usado pela primeira vez na TV.
Black or White foi incluído em todos os DVDs de clipes que Jackson lançou posteriormente, inclusive o mais bem sucedido dele, o Number Ones, de 2003.

### "Interludes" naDangerous ToureHIStory Tour
Os quatro últimos minutos e mais polêmicos minutos do clipe foram exibidos nas 2 seguintes turnês que Michael faria ao redor do mundo. Na Dangerous World Tour, no telão aparece "Black Panther", e depois a música "Working Day And Night". Apenas na 1ª fase da turnê
Na HIStory World Tour, ele faz a mesma apresentação no telão e depois cantava a música Dangerous.2º leg

## Single
CD Maxi-Single
1. "Black or White" – 3:18
2. "Black or White" (Instrumental) – 3:18
3. "Smooth Criminal" – 4:16

7" single
1. "Black or White" – 3:18
2. "Black or White" (Instrumental) – 3:18

Black Or White (The Clivillés & Cole Remixes)
1. Black Or White (The Clivillés & Cole House Club Mix) - 7:36
2. Black Or White (The Clivillés & Cole House Dub Mix) - 6:34
3. Black Or White (The Underground Club Mix) - 7:29
4. Black Or White (House With Guitar Radio Mix) - 3:53
5. Black Or White (Tribal Beats) - 3:38

CD Visionary Single
1. Black or White" (Single version) – 3:18
2. Black or White" (Clivillés & Cole House Guitar Radio Mix) – 3:50
3. Black or White" (Video)

## Desempenho nas paradas musicais
| País (1991)    | Posição |
| -------------- | ------- |
| Estados Unidos | 1       |
| Austrália      | 1       |
| França         | 1       |
| Noruega        | 1       |
| Itália         | 1       |
| Nova Zelândia  | 1       |
| Brasil         | 1       |
| Suécia         | 1       |
| Reino Unido    | 1       |
| Irlanda        | 1       |
| Canadá         | 1       |

## Créditos

### Personnel
- Michael Jackson - Letra, composição e produção
- Bill "L.T.B." Bottrell - Guitarra (composição do Riff principal[6]), Letra de rap, Vocais de rap[7] e produção
- Tim Pierce: Heavy metal guitar[6]
- Bryan Loren: Baterias
- Brad Buxer e Bill Bottrell: Percussão
- Bryan Loren - Baixo (moog)
- Terry Jackson - Baixo elétrico
- Brad Buxer, John Barnes e Jasun Martz: Telcados
- Michael Boddicker, Kevin Gilbert: Speed sequencer
- Scott Frankfurt - Morphing Sound Effect
- Matt Forger - Engenheiro de som e design de som
- Slash - Guitarra (prelúdio no video-clipe[8])